# Jean Danjou

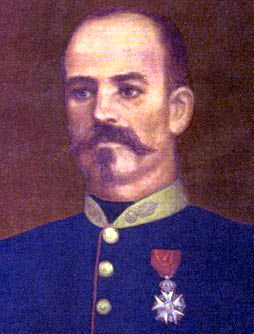
Kapten Jean Danjou

Jean Danjou, född 15 april 1828, död 30 april 1863, var kapten i franska främlingslegionen. Med 62 legionärer och två löjtnanter slogs han i det legendariska slaget vid Camarón under den andra franska interventionen i Mexiko.

## Utbildning
Jean Danjou, från Chalabre, föddes in i en familj med en lång militär historia. När han fyllde 20 år blev han antagen till École spéciale militaire de Saint-Cyr, som var en stor militärskola. Han tog examen som underlöjtnant (motsvarande svensk fänrik).

## Karriär inom militären
Efter examen från École spéciale militaire de Saint-Cyr blev Danjou förflyttad till Algeriet med anledning av den franska koloniseringen. Det var här han förlorade sin hand under ett slag 1 maj 1853. Efter det använde han en trähand, som han använde livet ut. Och på själva julafton 1853 blev han befordrad till löjtnant. Danjou slogs som löjtnant under krimkriget, där han även var med vid belägringen av Sevastopol (1854). Efter det blev han befordrad till kapten den 9 juni 1855. Han slogs senare samma år i slaget vid Magenta och i slaget vid Solferino. Dessa slag var i samband med Italiens andra försök till att bli självständiga.

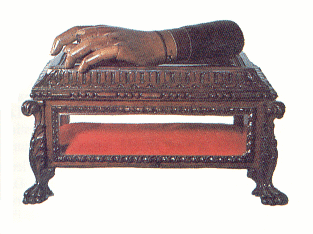
Jean Danjous trähand

Efter att ha tjänstgjort en tid i Marocko, blev kapten Danjou en del av den franska styrkan som sändes till Mexiko 1862 i kriget mellan Frankrike – Mexiko. Under kriget tjänstgjorde Danjou som kvartersmästare under Överste Jeanningros, som under den tiden bestämde över främlingslegionen i Mexiko. Under kriget hade främlingslegionen skyldighet att se till att de franska underhållsplutonernas framfart var säker. 
Den 29 april informerades Överste Jeanningros om att en viktig konvoj var på väg till Puebla med tre miljoner francs, material och övrig utrustning som skulle användas under slaget vid Puebla. Han beslutade att skicka ett kompani för att eskortera konvojen. Lotten föll på det tredje kompaniet, men de hade ingen egen officer för tillfället så kapten Danjou tog på sig uppdraget med två andra.

## Slaget vid Camarón
Klockan ett natten den 30 april var det tredje kompaniet på väg, med 3 officerare och 62 soldater. Efter en 24 km lång marsch stannade de för att vila i Palo Verde. Inte långt efter att det beordrats halt blev en mycket stor styrka synlig. Det var 2 000 mexikanska soldater (800 kavallerister och 1 200 infanterister). Kapten Danjou var snabb att beordra kompaniet att ställa upp i fyrkant och trots att de tog till reträtt lyckades Danjou slå tillbaka flera kavallerichocker och tillfogade fienden stor skada.
Han började leta efter en bättre defensiv position och hittade en tre meter hög mur, känd som Hacienda Camarón. Hans plan var att dra till sig fienden för att förhindra att de attackerade konvojen som var i närheten. Medan legionärerna förberedde sig att försvara muren tog den mexikanska befälhavaren till orda och krävde att Danjou och hans män skulle ge upp, hans argument var att den mexikanska styrkan var mycket större än deras. Istället för att svara gick Danjou runt till varje soldat, bjöd på vin och fick dem att svära på att inte ge upp.
På eftermiddagen blev kapten Danjou skjuten i bröstet och dog. Hans soldater fortsatte dock att slåss, trots sitt underläge. Klockan sex på kvällen samma dag hade de 60 soldaterna varken ätit eller fått något att dricka sedan dagen före. Men trots hettan, törsten och hungern stod de emot många attacker från den mexikanska armén. De slogs ända tills de bara var fem kvar. Istället för att vanhedra sig själva tog de beslutet att montera på sina bajonetter. När de var redo sprang de ner och när den mexikanska befälhavaren såg detta beordrade han sina mannar eldupphör och skonade de resterande legionärerna.
Kapten Jean Danjou begravdes i Camarón den 3 maj 1863.

## Övrigt
Efter slaget tog en mexikan vid namn Ramirez kapten Danjous trähand. Ramirez blev senare arresterad och handen skickades till löjtnant Karl Grübert i den österrikiska armén. Grübert övertog senare främlingslegionen den 17 juli 1865. Än idag spelar trähanden en betydande roll vid firandet av årsdagen av slaget.